# Kereszténység Indiában
A Kereszténységet Indiában a hagyomány alapján Tamás apostol alapította. A szír-malankár katolikus egyház a legrégebbi keresztény egyház Indiában.

## Története
Legelőször Délnyugat-Indiában terjedt el, és ma is ott a legelterjedtebb a kereszténység Indiában. A legendák alapján Tamás apostol igehirdetése alapján jött létre a szír-malankár katolikus egyház, amely a keleti szír hagyományt követte, a káld liturgiát. Történelmi szempontból viszont értékelhetetlen ez a később kialakult hittérítő történet, amely szerint az ő működése nyomán jelent meg a kereszténység Indiában.
A Tamás-keresztényeknek is nevezett indiai keresztények újabb keresztény hatást kaptak a portugál felfedezőkkel érkezett misszionáriusoktól. Vasco da Gama nesztoriánus nézeteket valló keresztényeket talált itt. Portugál hatásra vált ki és alakult meg a szír-malabár katolikus egyház 1663-ban – amely sajnos erőszakos elemeket is hozott. Központjuk Goa városa volt. A hollandok legyőzik a portugálokat, és Jeruzsálemből elhozzák Mar Gregoriosz püspököt, aki nyugati szír ritusú egyház vezető volt. Ez az eset okozta a megosztottságot Indiában a nyugati és keleti szír rítusok között.
Az évszázadok során nem volt összhang a katolikus nézetekkel sem. A kapucinus rend ott missziókat fenntartók közül jelentéseket írtak az ugyancsak ott tevékenykedő jezsuitákról, mely hosszú vitát eredményezett. A vita alapja, hogy mennyire kell alkalmazkodni a helyi szokásokhoz, és mennyire nem. Másik nehézség az volt, hogy az indiai kasztrendszerben a szegények és a tehetősek elkülönülnek, és ez nem egyeztethető össze Jézus óhajával, mely arról szólt a keresztények legyenek egyek. Azonban a 20. században elkezdődött egy párbeszéd, melyet az indiaiak részéről Ivanios érsek kezdett el 1930-ban. Arra vezettek a megbeszélések, hogy a Szentszék felállította az indiai egyház katolikus hierarchiáját. Majd 2005-ben II. János Pál pápa nagyérsekség rangjára emelte.

### Indiai keresztény lelkiség
Az indiai mély vallásosság különösen fontosnak tartja a nyugati államok kereszténység lelkületének összehasonlítását az indiai keresztényekével, melyből következtetéseket vonnak le. Az indiaiak azt figyelték meg, hogy sok nyugati országban a névleges keresztény, akik mindennapjaikban a gyakorlatban nem élik meg vallásukat. Az indiai gyermekek otthon tanulnak meg imádkozni, és minden keresztény otthonában imaszobát tartanak fenn. A szenvedélyek elterjedése kisebb Indiában, és elképzelhetetlen, hogy a hívő ne legyen ott a vasárnapi misén.
Mahátma Gandhi és Teréz anya kijelentései illetve tevékenységei a 20. században közelebb hozták Indiában a keresztény szellemiség megértését. Gandhi tett olyan kijelentést, hogyha a nyugati keresztények úgy élnének mint Jézus, akkor egész India keresztény lenne. A 21. század önállósága és a római pápa fennhatósága alá kerülés lendületet adott az indiaiaknak. Különösen Kerala tartományban tevékenykednek. Karitatív munkában oktatnak, kórházat tartanak fenn azok számára akikkel senki sem törődik a TBC-seknek, AIDS-ben szenvedőknek, árvaházakat, menhelyeket a hajléktalanoknak és testi fogyatékosok számára. Az itt kereszténységben élők legnagyobb ellensége a hindu fundamentalizmus.

## Az állam viszonyulása a kereszténységhez
1950-ben elfogadták azt az alkotmányt ami vallásszabadságot hirdet. Ennek ellenére a 28 államból némelyek hoztak olyan szabályokat amivel pénzbírsággal, vagy börtönbüntetéssel büntetik azokat, akik áttérnek a hinduról egy másik vallásra. Másrészről szabadon sugározhat TV adásokat. Az egyik ilyen Tv az indiai AngelTV.

## Adatok
India 2 százaléka tekinthető kereszténynek. Ez azt jelenti, hogy 1,2 milliárd indiaiból 20-25 millió. 8 millió ebből a régi gyökerű és 18 millió az újabban megtérítettek száma. Ez utóbbiakban található a római katolikusok és a protestánsok is. A régi vallásúakból 30 000 maradt nesztoriánus (akik nem fogadják el Isten anyjának Szűz Máriát).